# Siphonogorgia godeffroyi
Siphonogorgia godeffroyi is een koraalsoort uit de orde Alcyonacea (de zogenaamde "zachte koralen"). De soort komt met name voor in de Indische Oceaan en werd voor het eerst beschreven in 1874 door de Zwitserse bioloog Albert von Kölliker en vernoemd naar de Duitse handelaar Johan Cesar Godeffroy. S. godeffroyi bezit een opvallende rode stam zonder poliepen en talloze vertakkingen met poliepen. Deze zijn wit gekleurd. De soort voedt zich met plankton.